# Calliphora kanoi
Calliphora kanoi är en tvåvingeart som beskrevs av Hiromu Kurahashi 1986. Calliphora kanoi ingår i släktet Calliphora och familjen spyflugor. Inga underarter finns listade i Catalogue of Life.